# Rodolphe Muller
Rodolfo Muller, también conocido con su nombre afrancesado Rodolphe Muller (nacido el 12 de agosto de 1876 en Livorno, Italia, y muerto el 11 de septiembre de 1947 en París) fue un ciclista italiano, profesional desde 1898 hasta 1904. Fue el primer italiano en disputar el Tour de Francia en el año 1903, quedando a diez minutos y seis segundos del podio, y a 4horas 39minutos y 30segundos del ganador Maurice Garin.

## Palmarés
1902
- 1º Col del Tourmalet

1904
- 1º 1000 kilómetros del Velódromo de invierno

## Resultados en el Tour de Francia
Durante su carrera deportiva ha conseguido los siguientes puestos en el Tour de Francia:
| Carrera         | 1903 | 1904 |
| --------------- | ---- | ---- |
| Tour de Francia | 4º   | -    |

## Enlaces Wikipedia francés
- Wikipedia en Francés de Rodolphe Muller